# Le Baptême du Christ (Cima da Conegliano)
Pour les articles homonymes, voir Le Baptême du Christ.
Le Baptême du Christ est un tableau du peintre italien Cima da Conegliano réalisé en 1493. Cette huile sur panneau représente le baptême de Jésus-Christ sous un ciel agrémenté de chérubins de plusieurs couleurs. Elle est conservée à l'église San Giovanni in Bragora, à Venise.